# Johannes Burchart V

Johnannes Burchard V (Burchard von Béllawary de Sycava) (Tallinn, 1683 - ib., janvier 1738) est un médecin et un pharmacien germano-balte du gouvernement d'Estonie.

## Biographie
Il est le fils de Johannes IV, pharmacien de Tallinn. Il étudie à Stockholm où il devient docteur en médecine en 1710. Il reprend la gestion de la Raeapteek au décès de sa mère, Catherine von Cahl, quelques jours après la capitulation face à l'armée russe lors de la Grande guerre du Nord et commence sa carrière dans un Tallinn ravagé par la Peste Noire, sans nourriture ni eau potable. Doué de compétences commerciales, médicinales et pharmacologiques, il fournit alors l'armée russe en médicaments. On note toutefois qu'il n'a toujours pas reçu de paiement en 1714. Au 20 décembre 1716, son salaire est de 100 thalers.
Il devient Médecin de la Ville (Stadtphysikus) de Tallinn le 20 décembre 1716 et médecin de l'Amirauté (Doctor und Stadt und Admiralistadt Physicus). Il semble que son salaire ne lui soit donné que très irrégulièrement et s'en plaint au Conseil en 1725. Le Conseil lui répond que sa légitime demande sera satisfaite dans la mesure du possible ("sein Lohn nach Möglichkeit zu befriedigen"). Il achète en 1718 un "jardin" (Garten) dans le Cisternpforte et acquiert en 1721 Lacksberg (Johannisthal) de Daniel von Wistinghausen pour 391 thalers. On trouve également l'achat d'une maison en 1736.
La réputation d'excellence de la pharmacie et de Burchart V est telle à Tallinn et en Russie que l'empereur Pierre le Grand demande en 1725 sur son lit de mort l'aide du célèbre médecin-pharmacien. À mi-chemin de Saint-Pétersbourg, Burchart apprend d'un messager la mort du souverain.
Burchart décède à 51 ans et est inhumé dans l'église Saint-Olaf de Tallinn. À sa mort sa femme Marie Wengler (1688-1743), de Lübeck, gère la pharmacie et négocie en 1739 auprès du gouvernement russe la reconnaissance des privilèges jadis octroyés par Charles XI de Suède. Pleine d'énergie, elle fait construire un nouveau laboratoire. On peut encore aujourd'hui y voir gravées sur une plaque en pierre les initiales du couple, "JB - MW 1742". Elle convertit en 1741 l'héritage en une implication "pour toujours". Une forme inhabituelle d'entreprise est alors créée avec un héritage qui devient inaliénable en ligne masculine, et revient au fils aîné. 

Elle nomme comme directeurs : 
- 1738-1742 : Johann Andreas Frese (1711-1742), ancien Stadtsphysikus et fils du maire de Tallinn (1721–1742) Heinrich Frese qui avait épousé en premières noces (sans descendance) Catherina von Cahl (1656-1710), veuve de Burchard IV.
- 1743-1745 : Georg Friedrich Tintelmann (1722-1748), de Hambourg.

Membre de la famille Burchard-Bélaváry, il est le père de Johannes Burchart VI (1718-1756). Il était seigneur de Habinem et Wannamois et inscrit dans la noblesse de Livonie.

## Ouvrage
On lui doit notamment :
- Dissertatio medica inauguralis, De haereditaria dispositione ad varios affectus, La Halle, 1706 [1].

## Liens
- Pharmaciens Burchard
- "Dispositions posthumes concernant les biens indivisibles du médecin de la ville de Tallinn et du physicien de l'Amirauté, le Dr Johann Burchart", 1741